# Maxmuelleria aulacoferum
Maxmuelleria aulacoferum is een lepelworm uit de familie Bonelliidae.
De wetenschappelijke naam van de soort werd in 1924 door Herubel gepubliceerd.